# 馬英林
馬英林（聖名：若瑟，1965年4月22日—）是昆明總教區总主教、中國天主教主教團團長和中國天主教愛國會副主席。

## 生平
馬英林生於1965年4月22日，在中國河北省南宮市一個天主教家庭。1984年考入河北省天主教神哲學院，並於1988年畢業後，被送上海佘山修院進修。

### 晉鐸
於1989年8月6日，在獻縣教區由劉定漢主教晉鐸。晉鐸後，出任河北神哲學院教師。1991年，返回邢臺教區任擔牧民工作。1994年5月任邢臺教區代理主教。
1998年1月，馬英林當選為中國主教團秘書長。於1999年10月和2003年1月，分別出任中國天主教神哲學院副院長和河北省神哲學院院長。2004年7月當選為中國天主教愛國會副主席。2004年，到雲南省“兩會”和昆明教區工作。2005年1月，在雲南省天主教第三次代表會議上當選為雲南天主教愛國會主席。

### 晉牧
2006年1月12日，經雲南省昆明總教區全體司鐸、修女和教友代表的推薦和選舉後，馬英林當選成為昆明總教區主教。同年4月30日，馬英林在未有獲得時任教宗本篤十六世的認可，被中國天主教愛國會自選自聖晉牧。馬英林的晉牧慶典，在昆明耶穌聖心主教座堂舉行。2007年4月20日，由於中國主教團團長傅鐵山主教去世，馬英林以主教團秘書長身份擔任代理團長之職務。

### 出任主教團團長
2010年12月9日，馬英林在中國天主教第八次全國代表會議上獲選為中國主教團團長。
2011年，升任為中國天主教神哲學院院長。2018年1月，當選第十三屆全國政協委員。
2018年9月22日，中梵簽署臨時協議，他在协议下获得赦免。